# 90288 Dalleave
90288 Dalleave este un asteroid din centura principală de asteroizi.

## Descriere
90288 Dalleave este un asteroid din centura principală de asteroizi. A fost descoperit pe 6 martie 2003 la Cima Ekar în cadrul programului Asiago-DLR Asteroid Survey. Asteroidul prezintă o orbită caracterizată de o semiaxă mare de 3,09 ua, o excentricitate de 0,15 și o înclinație de 9,5° în raport cu ecliptica.